# Nat Langham

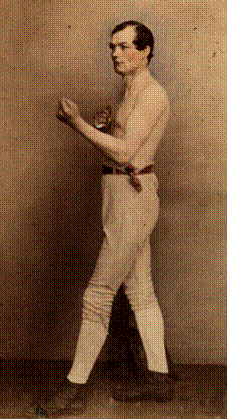
Nat Langham

Nat Langham (* 20. Mai 1820 in Hinckley, Leicestershire; † 1. September 1871 in London) war ein englischer Boxer in der Bare-knuckle-Ära. Er hatte schnelle Hände und einen sehr harten linken Haken.
Langham galt als einer der größten Bare-Knuckle-Boxer im Mittelgewicht. Zudem galt er als Kandidat für die Schwergewichtskrone und war der einzige Kämpfer, der den legendären Tom Sayers bezwang.
Langham fand im Jahr 1992 Aufnahme in die International Boxing Hall of Fame.